# Henk Pellikaan
Hendricus Adriaan Henk Pellikaan (Leerdan, 10 de novembro de 1910 - 24 de julho de 1999) foi um futebolista neerlandês, que atuava como meia.

## Carreira
Henk Pellikaan fez parte do elenco da Seleção Neerlandesa de Futebol que disputou a Copa do Mundo de 1934.

## Ligações Externas
- Perfil em Fifa.com (em inglês)